# Pont Soliman le Magnifique
Le pont Soliman le Magnifique (en turc : Kanuni Sultan Süleyman Köprüsü) est un pont ottoman historique situé dans le quartier de Büyükçekmece à Istanbul, entre Büyükçekmece et le district de Mimarsinan.

## Histoire et description

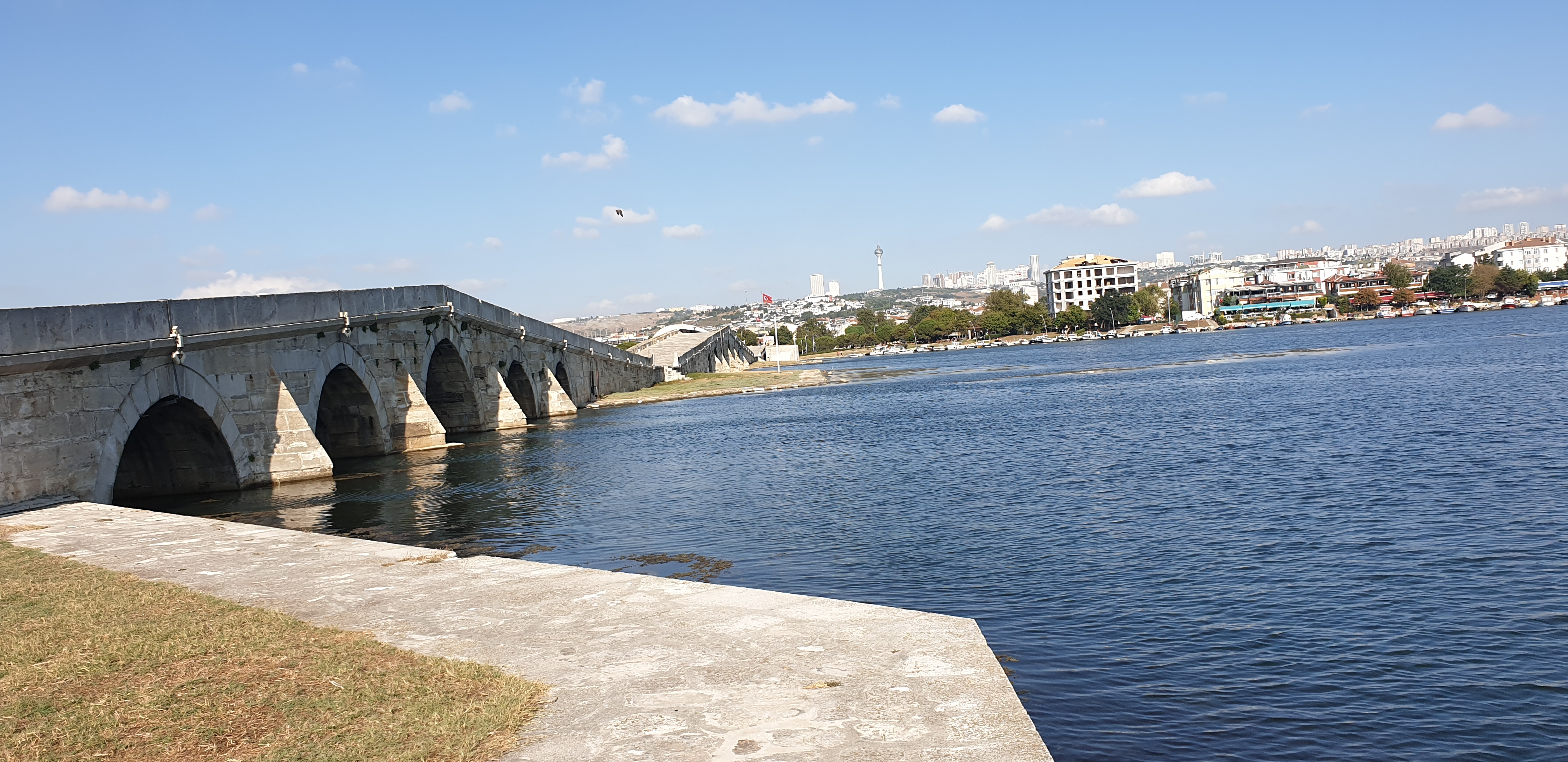
Pont Soliman le Magnifique

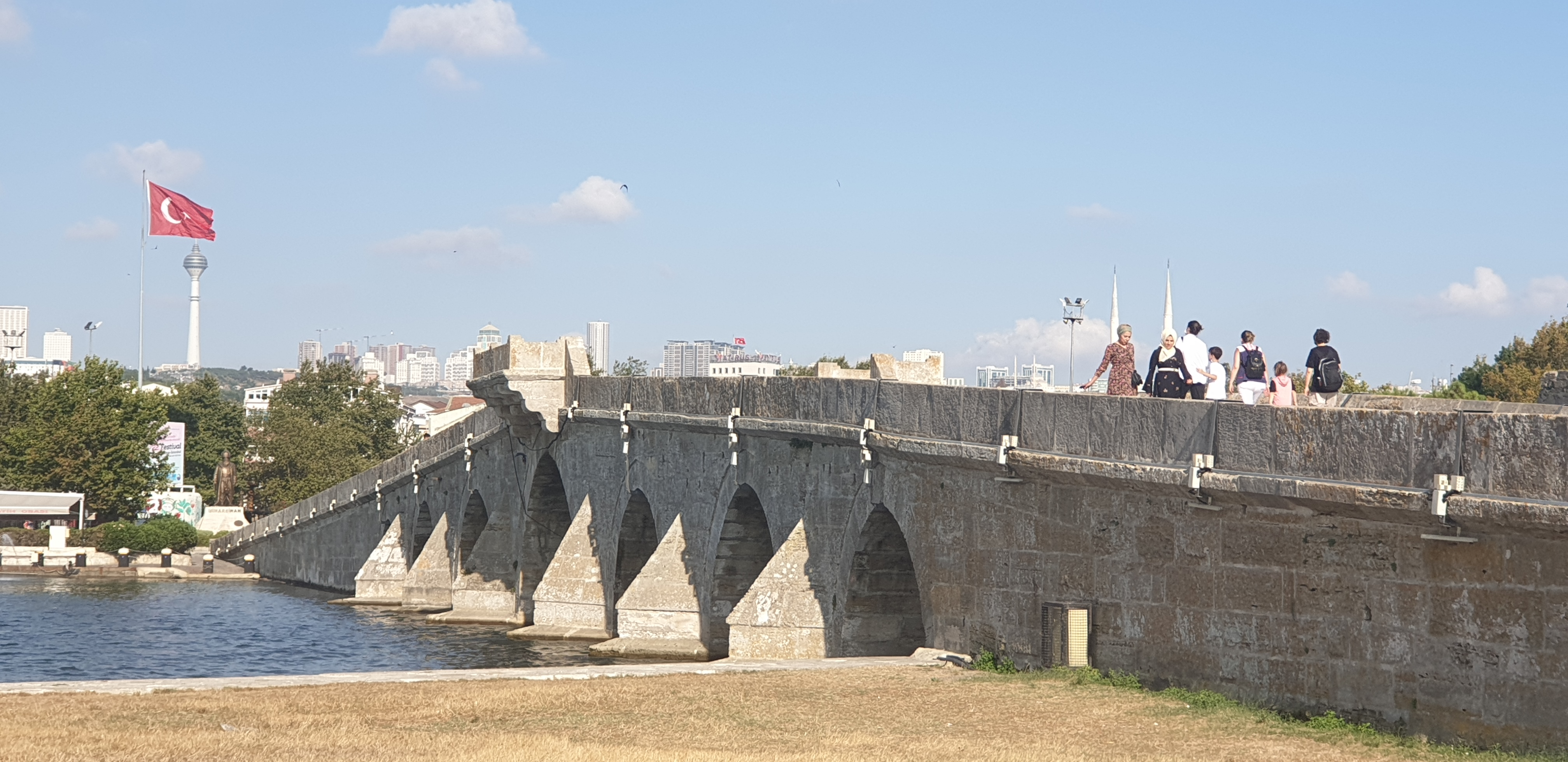
Extrémité nord du pont

Il a été construit sur la route commerciale historique reliant Istanbul à l'Europe, à l'endroit où le lac de Büyükçekmece rencontre la mer de Marmara. Le pont, construit par le célèbre architecte ottoman Mimar Sinan, est situé à 36 km du centre d'Istanbul. Alors que Soliman le Magnifique (1520-1566) partait pour l'expédition de Szigetvar, il ordonna de construire un pont ici après que son armée eut du mal à traverser avec des radeaux à partir de ce point où se rencontrent le lac Büyükçekmece et la mer. Cependant, Soliman le Magnifique mourant lors du siège de Szigetvar, le pont fut construit par son fils Sélim II et achevé en 1567 sous son règne.

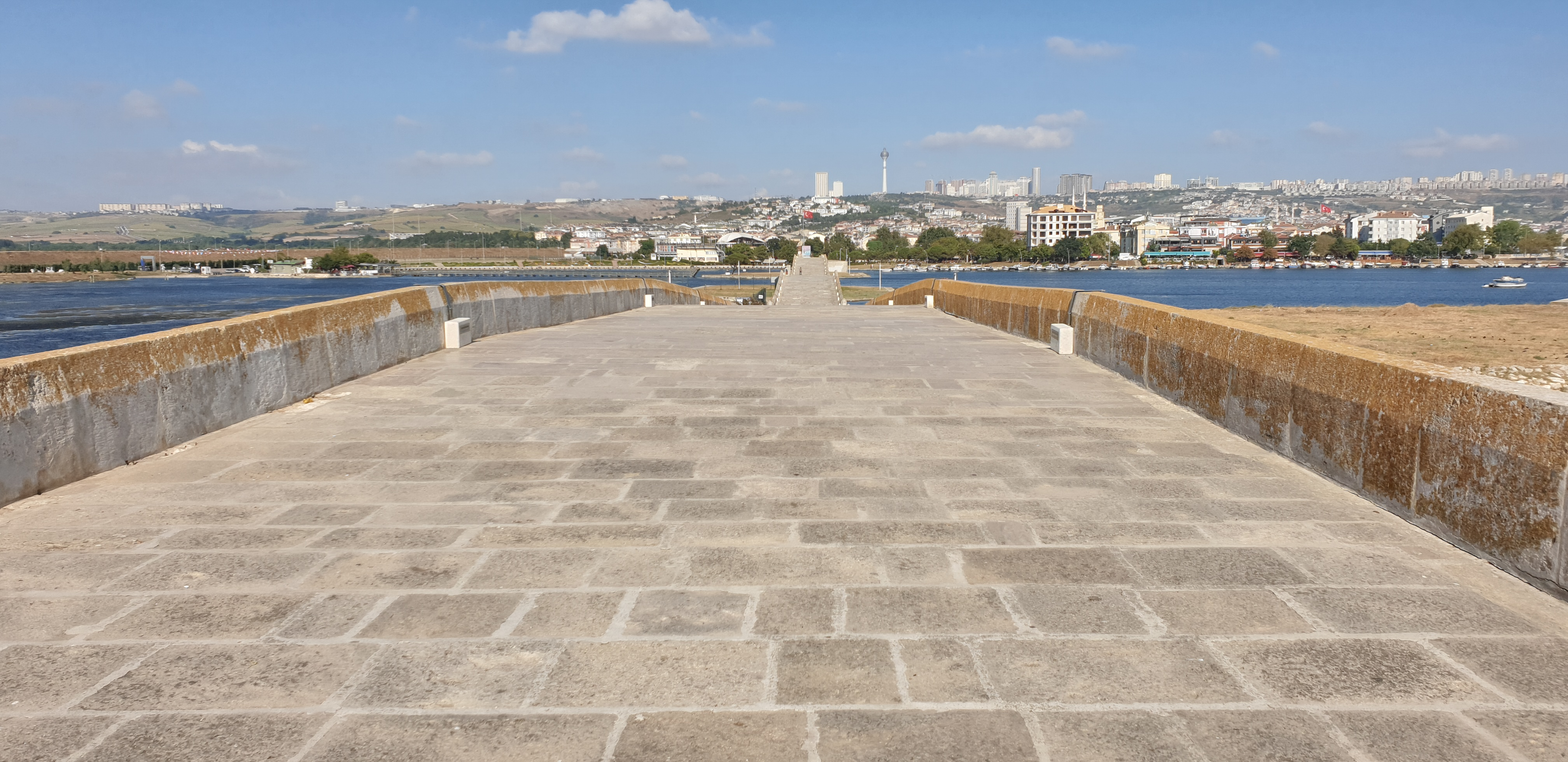
Au-dessus du pont Soliman le Magnifique

La mosquée Sokullu Mehmet Pacha, l'auberge Kurşunlu et la fontaine Suleyman I sont situées dans la zone touristique à l'entrée du pont.

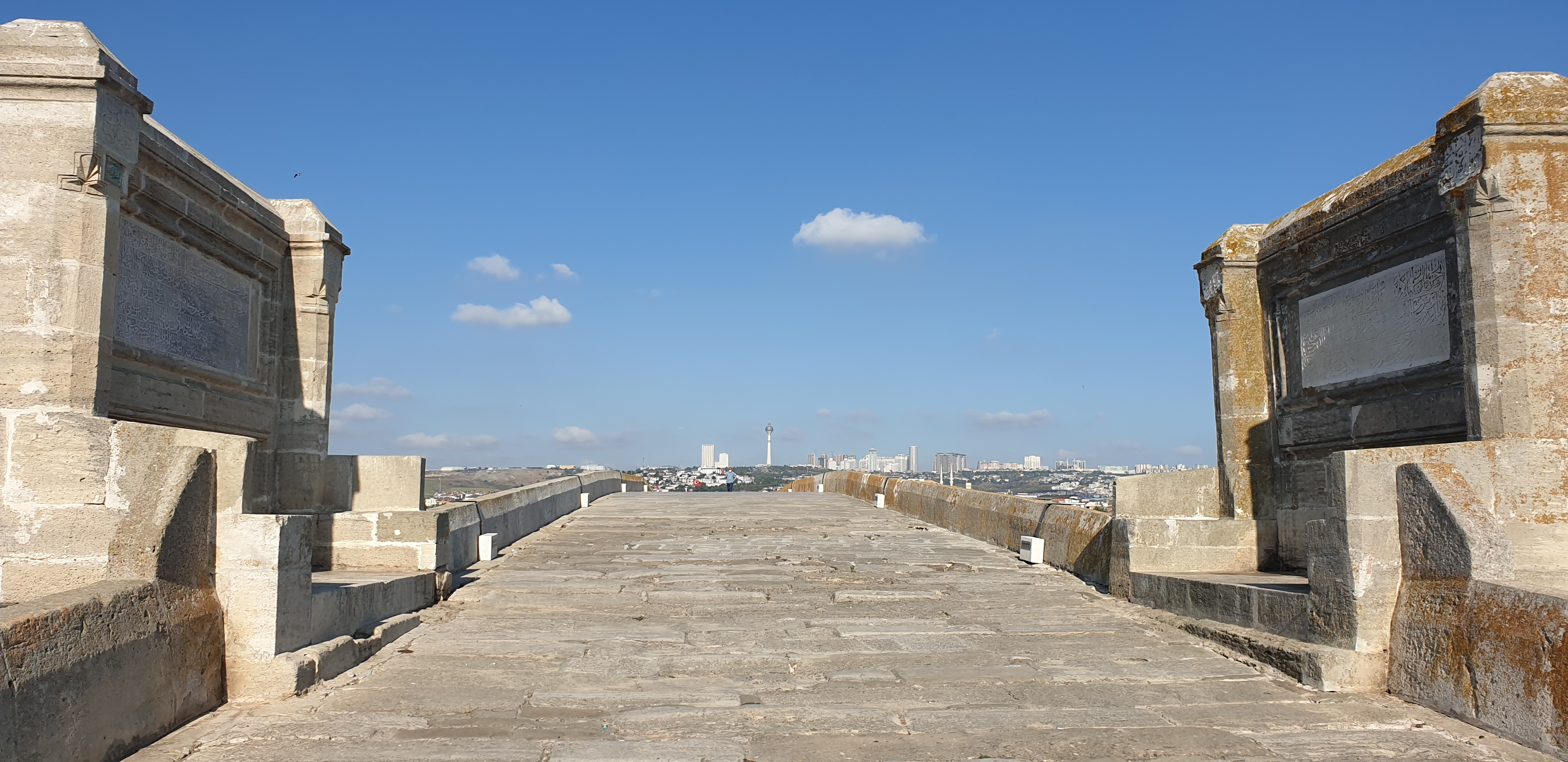
Inscription sur le pont Soliman le Magnifique

Mimar Sinan a déclaré : « Le pont est mon chef-d'œuvre parmi mes œuvres ». Ce pont mesure 636 mètres de long et 7,17 mètres de large. Lors de la construction du pont, composé de 4 sections distinctes et de 28 arches, les eaux du lac ont été évacuées avec de grandes pompes et 40 000 m³ de pierre ont été utilisés. Le pont, restauré entre 1986 et 1989, est le symbole du quartier.

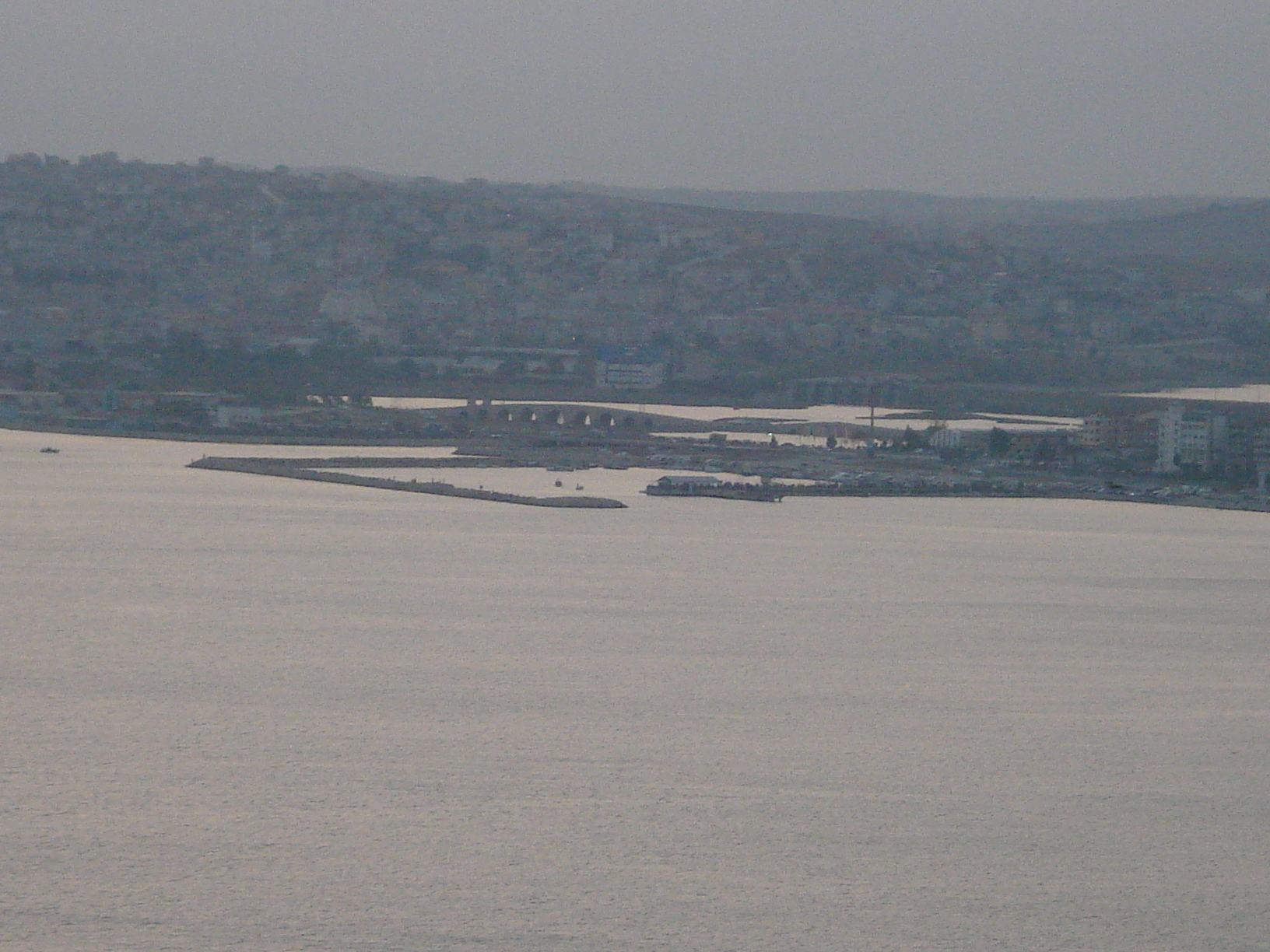
Vue du pont depuis Gürpınar

## Tentative d'attaque du pont
Alors que pendant la Première Guerre mondiale, la Bataille des Dardanelles se poursuivait, le sous-marin britannique HMS E2, qui atteignit la région le 8 septembre 1915, envoya des hommes à terre pour faire sauter le pont afin d'endommager les lignes logistiques ottomanes, mais les soldats britanniques furent capturés par des patrouilles ottomanes et faits prisonniers.

## Voir également
- Pont de Küçükçekmece
- Liste des ponts en Turquie

## Sources
1. ↑  « Büyükçekmece Kanuni Sultan Süleyman Köprüsü » [archive du 4 avril 2015], www.buyukcekmece.gov.tr (consulté le 13 avril 2015)
2. ↑  « Büyükçekmece Köprüsü » [archive du 3 janvier 2016], www.bcekmece.bel.tr (consulté le 13 avril 2015)
3. ↑  Seyahatname III, Evliya Çelebi, İstanbul 1314, s.291-292.
4. ↑  Çanakkale Boğaz Komutanlığı (2008). Çanakkale Deniz Savaşları 1915. Kültür Yayınları.  (ISBN 9754092826) s.28-29